# قشلاق گنگ
قشلاق گِنگ، روستایی از توابع بخش پلنگ‌آباد شهرستان اشتهارد در استان البرز ایران است. ریشه نام این روستا کلمه ای آذری است (گِنگ؛ Geng) که دهداری منطقه به اشتباه بر روی تابلوی ورودی این روستا واژه گُنگ (Gong) را بکار بُرده و با اعتراض اهالی روستا مواجه گردید. یک رودخانه با همین نام (گِنگ) در روستا وجود دارد.

## جمعیت
این روستا در دهستان جارو قرار دارد و براساس سرشماری مرکز آمار ایران در سال ۱۳۸۵، جمعیت آن ۱۰۴ نفر (۲۳خانوار) بوده‌است. 
مردم این روستا به زبان ترکی آذربایجانی سخن می گویند.